# فرودگاه صحرایی بچ مای
فرودگاه صحرایی بچ مای (به انگلیسی: Bach Mai Airfield) (به زبان بومی: Sân bay Bach Mai) یک فرودگاه نظامی است که یک باند فرود آسفالت دارد و طول باند آن ۲۰۰۱ متر است. این فرودگاه در شهر هانوی کشور ویتنام قرار دارد و در ارتفاع 15.24 m متری از سطح دریا واقع شده‌است.

## نگارخانه

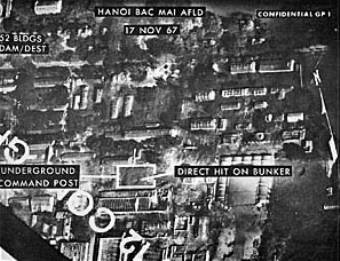
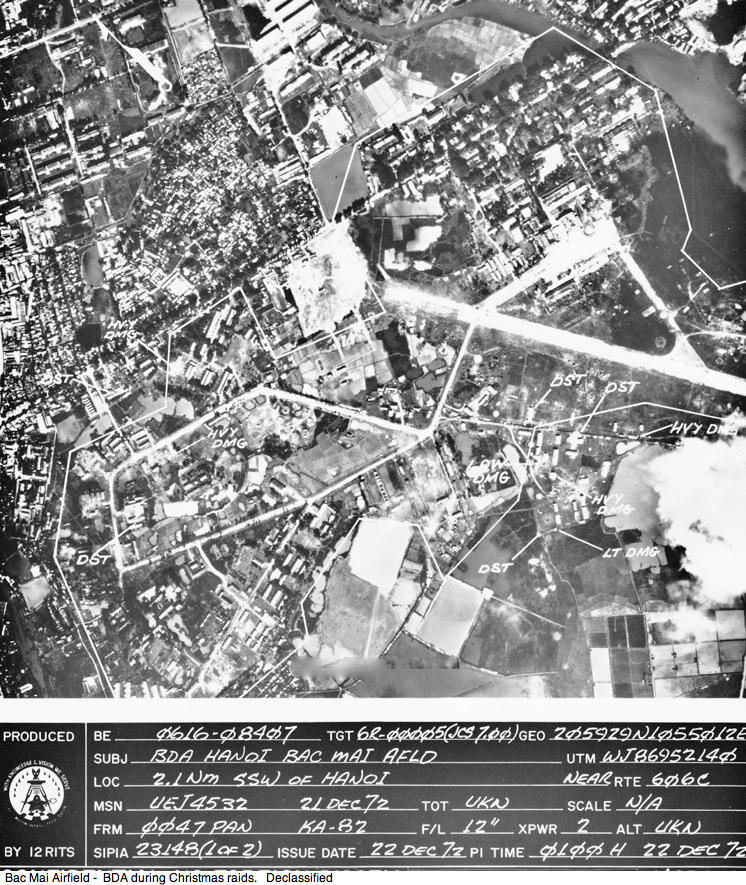